# Jean de Watteville
Jean de Watteville (oder Johann von Wattenwyl) OCSO (* 1574 in Châteauvilain bei Bourg-de-Sirod (Freigrafschaft Burgund); † 22. Juli 1649 in Besançon) war ein französischer römisch-katholischer Geistlicher und Bischof von Lausanne in Freiburg von 1609 bis 1649.

## Leben
Johann von Wattenwyl wurde um 1574 in Châteauvilain bei Bourg-de-Sirod in der Freigrafschaft Burgund (damals Teil des Heiligen Römischen Reichs) geboren. Er war der Sohn von Niklaus von Wattenwyl und wuchs in einer katholischen Familie auf. Er trat in den Zisterzienserorden ein und widmete sich dem religiösen Leben.

### Kirchliche Laufbahn
Im Jahr 1609 wurde Johann von Wattenwyl zum Abt von La Charité, einer bedeutenden Zisterzienserabtei in der Freigrafschaft Burgund, gewählt. Gleichzeitig schlug ihn der Herzog von Savoyen als Bischof von Lausanne vor. Papst Paul V. bestätigte die Ernennung im Jahr 1609, und Johann von Wattenwyl empfing 1610 in Arbois die Bischofsweihe.

#### Bischof von Lausanne
Nach seiner Weihe übernahm Johann von Wattenwyl im Dezember 1613 offiziell die Leitung des Bistums Lausanne und zog in Freiburg (Fribourg) ein, das nach der Reformation zum Sitz des Bistums geworden war. Er führte eine umfassende Visitation der gesamten Diözese durch, um den katholischen Glauben in den durch die Reformation geschwächten Gebieten zu stärken.
Während seiner Amtszeit beaufsichtigte er den Bau einer neuen bischöflichen Residenz in Freiburg. Seine Forderung an die Freiburger Regierung, das Bistum für die Gebietsverluste durch die Reformation finanziell zu entschädigen, wurde jedoch abgelehnt.

### Späte Jahre und Rückkehr nach Besançon
Angesichts politischer und finanzieller Herausforderungen kehrte Johann von Wattenwyl Ende 1616 nach Besançon zurück. Zwischen 1625 und 1626 führte er eine erneute Visitation des Bistums Lausanne durch und hielt sich 1636 kurzzeitig in Freiburg auf.
Ein bedeutendes Vorhaben von ihm war der Versuch, das Kartäuserkloster La Part-Dieu zugunsten des Bistums aufzulösen. Dieses Vorhaben scheiterte jedoch.

### Tod
Johann von Wattenwyl verbrachte seine letzten Jahre in Besançon, wo er am 22. Juli 1649 starb.

### Vermächtnis
Johann von Wattenwyl bleibt als eine Persönlichkeit in Erinnerung, die sich um die Stärkung der katholischen Kirche im Bistum Lausanne in einer von religiösen Umwälzungen und Gebietsverlusten geprägten Zeit bemühte. Trotz zahlreicher Herausforderungen leistete er einen nachhaltigen Beitrag zum geistlichen und administrativen Leben der Diözese.